# St.-Annen-Kapelle (Spiegelberg)

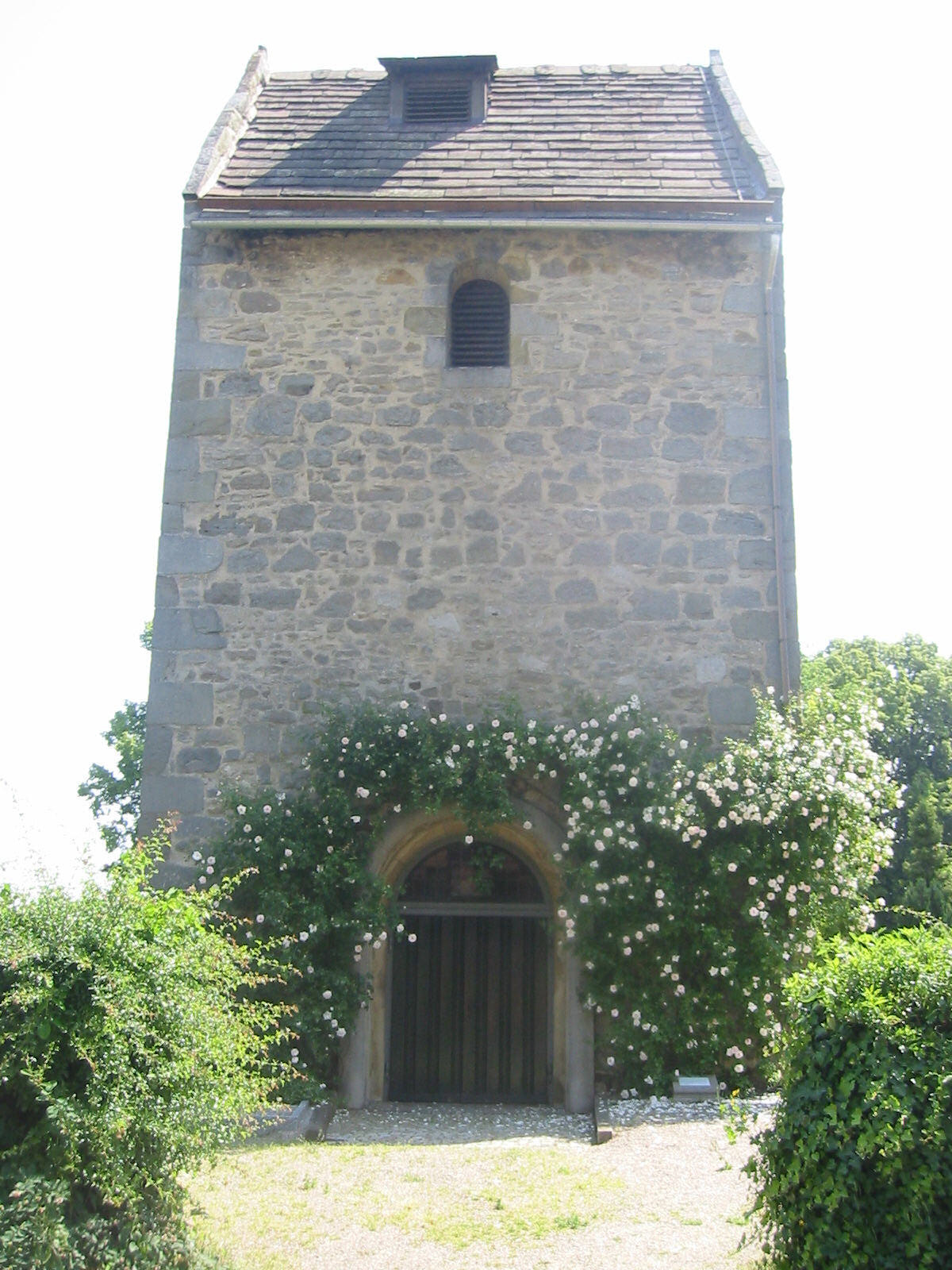
St.-Annen-Kapelle

Die evangelisch-lutherische St.-Annen-Kapelle, auch Spiegelberger Kapelle genannt, war ursprünglich eine Wallfahrtskirche. Sie ist heute die Kapelle des Friedhofs von Lauenstein, der sich an der Straße nach Hemmendorf befindet. Lauenstein ist ein Ortsteil des Fleckens Salzhemmendorf im Landkreis Hameln-Pyrmont von Niedersachsen.

## Beschreibung
Der querrechteckige, mit einem Satteldach bedeckte Kirchturm wurde um 1126 aus Bruchsteinen und Ecksteinen erbaut. Das Portal wurde erst 1954 in seine Westwand eingebrochen. An ihn wurde um 1354, wie einer Inschrift zu entnehmen ist, ein Kirchenschiff angefügt. Mit den Längsmauern des Kirchenschiffs fluchtend, wurde im Jahr 1464 der Chor mit geradem Abschluss angebaut. In seiner Ostwand sind gekuppelte Fenster aus Maßwerk. Der Innenraum ist mit einer Holzbalkendecke überspannt. Der Chor ist vom Kirchenschiff durch einen Triumphbogen abgetrennt. Der Altar ist mit Weihekreuzen verziert. Eine alte Piscina befindet sich in der Ostwand. Ehemals gab es zwei Emporen, die im Rahmen einer Renovierung im Jahr 1954 entfernt wurden. Im Kirchturm hängt eine Kirchenglocke, die 1695 gegossen wurde.